# 1125
1125 (MCXXV) var ett normalår som började en torsdag i den julianska kalendern.

## Händelser

### Okänt datum
- Den svenske kungen Inge den yngre mördas "med ond dryck" i Vreta, och därmed utslocknar den Stenkilska ätten.
- Svearna väljer Ragnvald Knaphövde till kung, medan västgötarna väljer den danske prinsen Magnus den starke, som på mödernet är släkt med Stenkilska ätten. I Östergötland väljs Sverker den äldre, som till en början dock endast härskar över detta landskap.
- Lothar III väljs till tysk kung.

## Födda
- Sven Grate, kung av Danmark 1146–1157.
- Öystein Haraldsson, kung av Norge 1142–1157.

## Avlidna
- 23 maj – Henrik V, tysk-romersk kejsare.
- Inge den yngre, kung av Sverige möjligen sedan 1110 och säkert sedan 1118 (mördad i Vreta i Östergötland).
- Rikissa av Berg, hertiginna av Böhmen.